# Gare de Lormont
La gare de Lormont est une ancienne gare ferroviaire française de la ligne de Paris-Austerlitz à Bordeaux-Saint-Jean, située dans le vieux Lormont, sur le territoire de la commune de Lormont, dans le département de la Gironde, en région Nouvelle-Aquitaine.

## Situation ferroviaire
Établie à 13 mètres d'altitude, la gare de Lormont est située au point kilométrique (PK) 577,456 de la ligne de Paris-Austerlitz à Bordeaux-Saint-Jean, entre les gares de Bassens (dont elle est séparée par les trois tunnels successifs de Lormont nos 1, 2 et 3) et de Cenon (s'intercale, dans cette direction, le tunnel de Lormont no 4).
Par l'intermédiaire de la bifurcation de Lormont (implantée après le tunnel de Lormont no 4), elle est aussi l'origine de la ligne de Lormont à Bordeaux-Bastide, où elle précédait la gare de Bordeaux-Bastide (qui se trouve désormais après la limite de déclassement de cette ligne).

## Histoire
La gare est fermée[Quand ?]. Le bâtiment voyageurs a été détruit, tandis que les quais subsistent.